# غاري كيرسي هارت
غاري كيرسي هارت (بالإنجليزية: Gary K. Hart)‏ هو سياسي أمريكي، ولد في 1943 في سان دييغو في الولايات المتحدة. نشط حزبياً في الحزب الديمقراطي. وقد انتخب عضو مجلس ولاية كاليفورنيا وانتخب عضو جمعية ولاية كاليفورنيا.